# Jorge Aguilar
Pour les articles homonymes, voir Aguilar.
Jorge Roberto Aguilar Mondaca, né le 8 janvier 1985 à Santiago au Chili, est un joueur chilien de tennis.

## Carrière
Il a remporté 19 tournois Future et atteint une finale en Challenger à Lima dans sa carrière en simple. Il a remporté 2 Challenger en double.
En 2010, son adversaire au 3e tour des qualifications de Roland Garros, José Acasuso, doit abandonner (6-4, 3-0 abandon), ce qui lui permet de jouer pour la première fois dans le tableau final d'un tournoi du Grand Chelem. Il est stoppé dès le premier tour par Tomáš Berdych (67-7, 3-6, 1-6).
Il fait partie de l'équipe du Chili de Coupe Davis. En 2010, il joue en huitièmes de finale face à l'équipe d'Israël le match de double avec Paul Capdeville, qu'il perd, et remporte le dernier match sans enjeu face à Harel Levy. Son équipe s'impose 4 à 1. En quarts de finale, il joue le match de double avec Nicolás Massú qu'il perd à nouveau, et gagne son match de simple sans enjeu face à Lukáš Dlouhý. Le Chili s'arrète à ce stade de la compétition.
En 2011, il joue le match de double des huitièmes de finale face aux États-Unis. Il s'incline et le Chili est éliminé.
Il joue encore le match de double des barrages en 2011 et 2012 mais son équipe est battue à deux reprises face aux Italiens.